# Lista de episódios de The Pretender
Abaixo segue a lista de episódios de The Pretender.

## Primeira temporada
```
1.01 - Pilot
1.02 - Every Picture Tells a Story
1.03 - Flyer : MegaUpload
1.04 - Curious Jarod
1.05 - The Paper Clock
1.06 - To Serve and Protect
1.07 - A Virus Among Us
1.08 - Not Even a Mouse
1.09 - Mirage
1.10 - Better Part of Valor
1.11 - Bomb Squad
1.12 - Prison Story
1.13 - Bazooka Jarod
1.14 - Ranger Jarod
1.15 - Jaroldo!
1.16 - Under The Reds
1.17 - Keys
1.18 - Unhappy Landings
1.19 - Jarod’s Honor
1.20 - Baby Love
1.21 - Dragon House, Parts 1
1.22 - Dragon House, Parts 2
```

## Segunda temporada
```
2.01 - Back From the Dead Again
2.02 - Scott Free
2.03 - Over The Edge
2.04 - Exposed
2.05 - Nip And Tuck
2.06 - Past Sim
2.07 - Collateral Damage
2.08 - Hazards
2.09 - FX
2.10 - Indy Show
2.11 - Gigolo Jarod
2.12 - Toy Surprise
2.13 - A Stand Up Guy
2.14 - Amnesia
2.15 - Bulletproof
2.16 - Silence
2.17 - Crash
2.18 - Stolen
2.19 - Red Rock Jarod
2.20 - Bank
2.21 - Bloodlines (1)
2.22 - Bloodlines (2)
```

## Terceira temporada
```
3.01 - Crazy
3.02 - Hope And Prey
3.03 - Once In A Blue Moon
3.04 - Someone To Trust
3.05 - Betrayal
3.06 - Parole
3.07 - Homefront
3.08 - Flesh And Blood
3.09 - Murder 101
3.10 - Mr. Lee
3.11 - The Assassin
3.12 - Unsinkable
3.13 - Pool
3.14 - At The Hour Of Our Death
3.15 - Countdown
3.16 - P.T.B.
3.17 - Ties That Bind
3.18 - Wake Up
3.19 - End Game
3.20 - Qallupilluit
3.21 - Donoterase (1)
3.22 - Donoterase (2)
```

## Quarta temporada
```
4.01 - The World’s Changing
4.02 - Survival
4.03 - Angel’s Flight
4.04 - Risque Business
4.05 - Road Trip
4.06 - Extreme
4.07 - Wild child
4.08 - Rules of engagement
4.09 - Till death do us part
4.10 - Spin Doctor
4.11 - Cold Dick
4.12 - Lifeline
4.13 - Ghosts from the past
4.14 - The agent of the year zero
4.15 - The agent of year
4.16 - School daze
4.17 - Meltdown
4.18 - Corn man
4.19 - The inner sense (1)
4.20 - The inner sense (2)
```